# Joliane Melançonová
Joliane Melançonová (* 2. března 1986 Laval) je bývalá kanadská zápasnice – judistka.

## Sportovní kariéra
S judem začínala v 8 letech v Blainville. Vrcholově se připravovala v Montréalu jako studentka Université du Québec pod vedením Denise Méchina. V užším výběru kanadské ženské reprezentace se pohybovala od roku 2009 v lehké váze do 57 kg.
V roce 2012 se na olympijské hry v Londýně se o jedno postupové místo nekvalifikovala. Kontinentální kvótu jí o pár bodů vzala krajanka Kelita Zupancicová. V červnu, měsíc před olympijskými hrami, se však Mezinárodní judistické federaci vrátily od tripartitní komise tři volné kvóty, z nichž jedna jí byla udělena. V úvodním kole olympijské turnaje se utkala s Rakušankou Sabrinou Filzmoserovou a po minutě boje se kontrachvatem uči-mata-gaeši ujala vedení na wazari. V dalších minutách však nezvládla tlak soupeřky, nechala se chytit v boji na zemi a prohrála na ippon submisí. Sportovní kariéru ukončila v roce 2015 ze zdravotním důvodů.

### Vítězství na mezinárodních turnajích
- 2011 - 1x světový pohár (Apia)

## Výsledky
| Turnaj                  | 2006       | 2007       | 2008       | 2009       | 2010       | 2011       | 2012       | 2013       |
| Turnaj                  | 20         | 21         | 22         | 23         | 24         | 25         | 26         | 27         |
| Turnaj                  | lehká váha | lehká váha | lehká váha | lehká váha | lehká váha | lehká váha | lehká váha | lehká váha |
| ----------------------- | ---------- | ---------- | ---------- | ---------- | ---------- | ---------- | ---------- | ---------- |
| Olympijské hry          |            |            | —          |            |            |            | úč.        |            |
| Mistrovství světa       |            | —          |            | úč.        | úč.        | úč.        |            | úč.        |
| Panamerické hry         |            | —          |            |            |            | 3.         |            |            |
| Panamerické mistrovství | —          | úč.        | úč.        | 3.         | 3.         | 3.         | 3.         | 5.         |
| Akademické MS           | úč.        |            |            |            |            |            |            |            |